# Großsteingrab Rothenstein
Das Großsteingrab Rothenstein ist eine megalithische Grabanlage der jungsteinzeitlichen Trichterbecherkultur bei Rothenstein, einem Ortsteil von Neudorf-Bornstein im Kreis Rendsburg-Eckernförde in Schleswig-Holstein. Es trägt die Sprockhoff-Nummer 98.

## Lage
Das Grab befindet sich westsüdwestlich von Rothenstein auf einem Feld. Es ist über einen Feldweg erreichbar. In der näheren Umgebung gibt es zahlreiche weitere Großsteingräber: 1,5 km nordwestlich befinden sich die Großsteingräber bei Altenhof, 1,6 km nordnordöstlich die Großsteingräber bei Behrensbrook und 1,7 km nordnordwestlich das umgesetzte Großsteingrab Hohenkamp. 1,1 km ostnordöstlich lagen die zerstörten Großsteingräber bei Neudorf-Bornstein.

## Beschreibung
Die Anlage besitzt eine nur noch teilweise erhaltene, wohl nordost-südwestlich orientierte Grabkammer. Es sind noch ein Wandstein an der nordwestlichen und zwei an der südöstlichen Langseite, der nordöstliche Abschlussstein und ein Deckstein erhalten. Der Deckstein weist auf seiner Oberseite mehrere Schälchen auf. Er hat eine Länge von 2,5 m, eine Breite von 2 m und eine Dicke von 1,4 m. Der südwestliche Teil der Kammer fehlt. Ihre ursprünglichen Maße und der genaue Typ sind somit nicht sicher zu bestimmen.